# Karl Hass
Karl Hass, född 5 oktober 1912 i Elmschenhagen, död 21 april 2004 i Castel Gandolfo, var en tysk SS-Sturmbannführer.

## Biografi
Efter den italienske diktatorn Benito Mussolinis fall 1943 placerades Hass i Rom för att där bekämpa den italienska motståndsrörelsen. Den 23 mars 1944 utförde denna ett attentat på Via Rasella i Rom, där 33 SS-soldater dödades. Dagen därpå organiserade Hass tillsammans med den tyske Gestapo-chefen i Rom, Herbert Kappler, och den italienske polischefen Pietro Caruso en hämndaktion i Fosse Ardeatine söder om Rom, där 335 personer avrättades med nackskott.
Efter andra världskrigets slut greps Hass av de allierade, men istället för att ställa honom inför rätta använde man honom som spion i Sovjetunionen. Först 1998 dömdes han till livstids fängelse för medhjälp vid massakern i Fosse Ardeatine.

## Populärkultur
Karl Hass spelar en liten roll i Luchino Viscontis film De fördömda från 1969.